# 马力欧派对6
《瑪利歐派對6》（中国大陆又译作）是一款由Hudson Soft公司制作、任天堂发行的聚会类电子游戏。本游戏最初于2004年11月18日在日本地区GameCube发行。
在《瑪利歐派對6》中，最多有4个人进行回合制游戏。他们会进行许多迷你类游戏。
《瑪利歐派對6》收到平均的评价。《Fami通》给予日本地区版本31/40的分数。